# Hypodermoclyse
Hypodermoclyse is een methode om vocht aan het lichaam toe te dienen. Hierbij wordt het vocht toegediend door deze direct onder de huid (subcutaan) in te spuiten. Deze methode is binnen de moderne geneeskunde lange tijd niet meer gebruikt omdat hiervoor het infuus in de plaats was gekomen.
Directe aanleiding voor toepassing van deze methode was de uitvinding van de metalen holle naald door de instrumentenmaker Joseph Charrière in 1850. Tot die tijd was vochttoediening buiten de normale orale toedieningsweg om, alleen mogelijk via een druppelklysma. Bij hypodermoclyse gebruikte men een tien centimeter lange naald met twee extra openingen aan de zijkant waardoor de vloeistof vrij snel het lichaam kon instromen. Als locatie gebruikte men het dijbeen. Door middel van massage werd de vloeistof verspreid. De methode was voor de patiënt erg pijnlijk.
Tegenwoordig wordt de subcutane methode weer toegepast, maar nu met een veel dunnere zogenaamde vlindernaald. Deze methode heeft voor de patiënt geen nadelen ten opzichte een infuus. Het voordeel  is dat in de thuissituatie en in verpleeghuizen de onderhuidse toedieningsweg minder kennis en vaardigheden vereist dan toediening per infuus. De vlindernaald wordt door een arts of verpleegkundige subcutaan ingebracht. Er kan 0,5-2 liter vocht per 24 uur worden toegediend. Lokale of gegeneraliseerde zwelling is de belangrijkste  complicatie. Aanpassing van de inloopsnelheid en/of de toedieningsplaats kan dit meestal tegengaan.